# Лао Ше
Шу Ћингчун (3. фебруар 1899 – 24. август 1966), познат под псеудонимом Лао Ше, био је кинески романописац и драматург.  Био је једна од најзначајнијих личности кинеске књижевности 20. вијека, а најпознатији је по роману Дјечак рикше (骆驼祥子) и драми Чајџиница (茶馆).  Био је по националности Манџурац , а његова дјела су посебно позната по његовој употреби пекиншког дијалекта .

## Биографија

### Рани живот
Лао Ше је рођен Шу Ћингчун (舒慶春) 3. фебруара 1899. у Пекингу, у сиромашној манџурској породици из клана Шумуру који је припадао Црвеној застави . Његов отац, који је био стражар, погинуо је у уличној борби са снагама савеза осам нација током Боксерскерског устанка 1901. „Током мог дјетињства“, касније се присјећао Лао Ше, „нисам морао да слушам приче о злим огрима који једу дјецу и тако даље; страни ђаволи о којима ми је мајка причала били су варварскији и окрутнији од било ког огра из бајке са огромним устима и велике очњацима.  А бајке су само бајке, док су приче моје мајке биле у потпуности истините и директно су утицале на цијелу нашу породицу.“   Године 1913. примљен је у Пекиншку нормалну трећу средњу школу (сада Пекиншка трећа гимназија), али је морао да је напусти након неколико мјесеци због финансијских потешкоћа.  Исте године је примљен на Пекиншки нормални универзитет, који је дипломирао 1918. године. 

## Каријера
Између 1918. и 1924. године Лао Ше је био ангажован као администратор и члан факултета у бројним основним и средњим школама у Пекингу и Тјенђину . Био је под великим утицајем Покрета Четврти мај (1919). 
Рекао је: „Покрет Четврти мај дао ми је нови дух и нови књижевни језик. Захвалан сам Покрету Четвртог маја, јер ми је омогућио да постанем писац."
Он је наставио да ради као предавач у кинеском одсјеку Школе за оријенталне студије (сада Школа за оријенталне и афричке студије ) на Универзитету у Лондону од 1924. до 1929. године, живећи у Нотинг Хилу већи део тог периода.   Током свог боравка у Лондону, упио је велику количину енглеске књижевности (нарочито  Дикенса, кога је обожавао) и почео да пише. Његов каснији роман Господин Ма и син, о кинеском оцу и његовом сину у Лондону, ослањао се на ова искуства.  До тада је своје радове потписивао својим стилским именом Ше Ју (舍予). У свом првом роману „Филозофија старца Џанга“ (老张的哲学), који је први пут објављен у Фикшн Монтхли (小说月报) , први пут се потписао псеудонимом Лао Ше (老舍).
Љета 1929. напустио је Британију и отишао у Сингапур, гдје је предавао у кинеској средњој школи . Од повратка у Кину у прољеће 1930. до 1937. предавао је на неколико универзитета, укључујући Универзитет Чилу до 1934.  и Универзитет Шандонг ( Ћингдао ).
Лао Ше је био велики популаризатор писања комедија у Кини, посебно кроз своје романе, његове кратке приче и есеје за часописе као што је Лин Јутангоб "Двонедељни аналекти" (論語半月刊), и његове позоришне представе и друге извођачке умјетности, посебно сјангшенг (комични дијалог).

## Биографија

### Рани живот
Лао Ше је рођен Шу Ћингчун (舒慶春) 3. фебруара 1899. у Пекингу, у сиромашној манџурској породици из клана Шумуру који је припадао Црвеној застави . Његов отац, који је био стражар, погинуо је у уличној борби са снагама савеза осам нација током Боксерскерског устанка 1901. „Током мог дјетињства“, касније се присећао Лао Ше, „нисам морао да слушам приче о злим огрима који једу дјецу и тако даље; страни ђаволи о којима ми је мајка причала били су варварскији и окрутнији од било ког огра из бајке са огромним устима и велике очњацима.  А бајке су само бајке, док су приче моје мајке биле у потпуности истините и директно су утицале на цијелу нашу породицу.“   Године 1913. примљен је у Пекиншку нормалну трећу средњу школу (сада Пекиншка трећа гимназија), али је морао да напусти након неколико месеци због финансијских потешкоћа.  Исте године је примљен на Пекиншки нормални универзитет, који је дипломирао 1918. године. 

## Каријера
Између 1918. и 1924. године Лао Ше је био ангажован као администратор и члан факултета у бројним основним и средњим школама у Пекингу и Тјенђину . Био је под великим утицајем Покрета Четврти мај (1919). 
Рекао је: „Покрет Четврти мај дао ми је нови дух и нови књижевни језик . Захвалан сам Покрету Четвртог маја, јер ми је омогућио да постанем писац."
Он је наставио да ради као предавач у кинеском одсјеку Школе за оријенталне студије (сада Школа за оријенталне и афричке студије ) на Универзитету у Лондону од 1924. до 1929. године, живећи у Нотинг Хилу већи део тог периода.  Током свог боравка у Лондону, упио је велику количину енглеске књижевности (нарочито Дикенса, кога је обожавао) и почео да пише. Његов каснији роман Господин Ма и син, о кинеском оцу и његовом сину у Лондону, ослањао се на ова искуства.  До тада је своје радове потписивао својим љубазним именом Ше Ју (舍予). У свом првом роману „Филозофија старца Џанга“ (老张的哲学), који је први пут објављен у Фикшн Монтхли (小说月报) , први пут се потписао псеудонимом Лао Ше (老舍).
У лето 1929. напустио је Британију и отишао у Сингапур, где је предавао у кинеској средњој школи . Од повратка у Кину у прољеће 1930. до 1937. предавао је на неколико универзитета, укључујући Универзитет Чилу до 1934.  и Универзитет Шандонг ( Ћингдао ).
Дана 27. марта 1938. основано је Свекинеско удружење писаца и уметника отпора на челу са Лао Ше-ом као вођом. Сврха ове организације била је да уједини културне раднике против Јапанаца, а Лао Ше је био угледни романописац који је остао неутралан током идеолошких дискусија између различитих књижевних група претходних година.
У марту 1946. Лао Ше је отпутовао у Сједињене Државе под двогодишњом културолошком дозволом коју је спонзорисао Стејт департмент, држећи предавања и надгледајући превод неколико његових романа, укључујући Жуту олују (1951) и његов посљедњи роман, Певачи бубњева. (1952; његова кинеска верзија је објављена тек 1980). У САД је боравио од 1946. до децембра 1949. године. Током путовања Лао Ше-а, његова пријатељица, Перл Бак, и њен муж, били су спонзори и помогли су Лао Ше-у да живи у САД. Након што је успостављена Народна Република Кина, Лао Ше је одбио Баков савјет да остане у САД-у и отишао назад у Кину. Дјечак рикше је Бак превела раних 1940-их , што је помогло да Дјечак рикше постане бестселер књига у Америци.